# Praxinoscoop

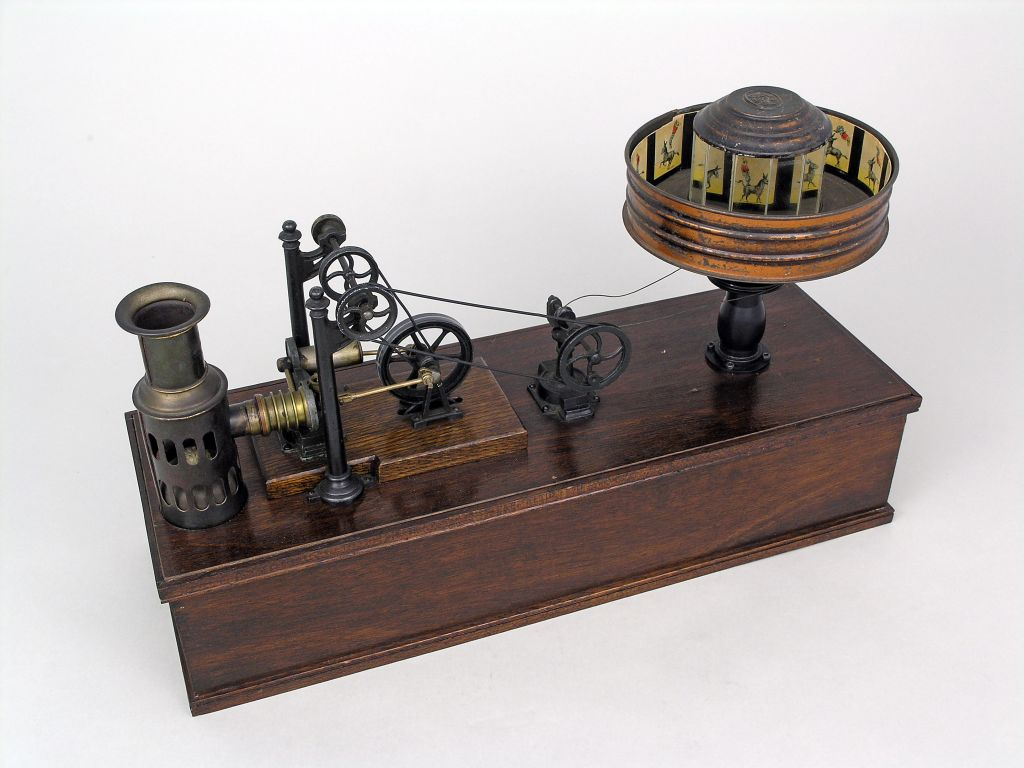
Een praxinoscoop gemaakte door Ernst Plank uit Neurenberg en aangedreven door een miniatuur-heteluchtmachine. Het is deel van de collectie Thinktank, Birmingham Science Museum.

Een praxinoscoop is een apparaat waarmee bewegende beelden kunnen worden bekeken. Het werd uitgevonden in 1877 door de Fransman Charles-Émile Reynaud.
De praxinoscoop is de opvolger van de zoötroop. Dankzij prismatische spiegels kon een scherper en vooral rustiger beeld worden verkregen dan met de vroegere apparaten. Bovendien verloren de kleuren niets van hun intensiteit.
Het woord praxinoscoop komt uit het Grieks en betekent 'actie-kijker'.